# Sophilos

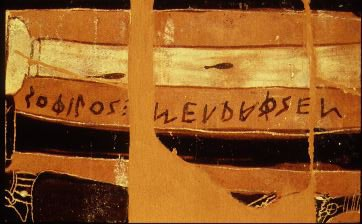
handtekening

Sophilos (Oudgrieks: Σώφιλος) was een beroemd Atheens vazenschilder en pottenbakker, actief gedurende 580-570 v.Chr in de zwartfigurige stijl.
- Gemeinsame Normdatei: 11861567X
- International Standard Name Identifier: 0000 0000 1350 3556
- Library of Congress Control Number: n83212502
- Union List of Artist Names: 500090657
- Virtual International Authority File: 20473415